# Dragoslavele (gmina)
Dragoslavele – gmina w Rumunii, w okręgu Ardżesz. Obejmuje miejscowości Dragoslavele i Valea Hotarului. W 2011 roku liczyła 2613 mieszkańców.